# Assur-etelli-iláni
Assur-etelli-iláni: "Assur a fa ura" (uralkodott Kr. e. 631/Kr. e. 629(?) – Kr. e. 627(?)) az Újasszír Birodalom egyik utolsó legitim uralkodója volt. Az apja, Assur-bán-apli halálát – vagy Kr. e. 630-as visszavonulását – követő zűrzavaros időszak eseményeinek rekonstrukciója rendkívül nehéz, mivel nagyon kevés jól datálható feliratos anyag maradt ránk. A korabeli leletek többsége ugyanis gazdasági jellegű feljegyzés, ahol sokszor nem egyértelmű, hogy melyik uralkodó éveit is használták a dátum lejegyzésére. Számos kutató úgy tartja, hogy Assur-etelli-iláni uralkodása korábbra, Kr. e. 630 és Kr. e. 627 közöttre tehető.
Annyi mindenesetre biztos, hogy Assur-etelli-iláni polgárháborúban állt fivérével, Szín-sar-iskunnal, aki rövid uralkodása után a trónon követte. A képet bonyolítja, hogy – nagy valószínűséggel uralkodása utolsó évében – Szín-sum-lisir, egy, talán Assur-etelli-iláni udvartartását vezető dúsgazdag eunuch, aki magánhadseregével biztosította a király örökösédését annak idején, szintén fellázadt ellene, ráadásul ezzel párhuzamosan Babilóniában is ellenkirály lépett fel a kháld Nabú-apal-uszur személyében, akinek függetlenségi harca még Szín-sar-iskun uralkodása alatt is tartott, és eredményeként megszületett az Újbabiloni Birodalom.
Amit biztosan Assur-etelli-iláni uralkodásához köthetünk, az Nabú templomának felújítása Kalhuban – igaz, a befejezés már Szín-sar-iskunra hárult. A király legalább részleges babiloni elismeréséről is tanúskodik néhány tábla. Kr. e. 623-ban Dér fellázadt, és valaki bevonult Nippurba (a Babiloni krónika, az események fő forrása sajnos igen töredékes ezen a részén). 100 nap után egy lázadó királyként aposztrofált illetőt kiűztek Babilóniából. Talán Szín-sum-lisir volt mindez. Ekkoriban találjuk Assur-etelli-iláni utolsó említését datálási szerepben. Sorsa ismeretlen, ahogy nagyrészt uralkodása is.